# Pité
Luís Pedro de Freitas Pinto Trabulo, plus communément appelé Pité, est un footballeur portugais né le 22 août 1994 à Esgueira. Il évolue au poste d'arrière gauche.

## Biographie

### En club
Il évolue au CD Tondela après un passage dans l'équipe B du FC Porto B,.

### En sélection
Avec la sélection olympique, il participe aux Jeux olympiques d'été de 2016 organisés au Brésil. Lors du tournoi olympique, il joue trois matchs, inscrivant un but contre l'Argentine. Le Portugal s'incline en quarts-de-finale contre l'Allemagne.

## Palmarès
Avec le FC Porto B :
- Champion du Portugal D2 en 2016